# Secuestro a la española
Secuestro a la española es una película española de comedia estrenada en 1972, dirigida por Mateo Cano, con guion de Juan José Alonso Millán y protagonizada en los papeles principales por Esperanza Roy, Quique Camoiras, Maria Kosty y Aurora Redondo.

## Sinopsis
En plena temporada turística en Torremolinos, tres jóvenes ladronzuelos, dos hombres y una mujer se dedican a robar a los turistas para poder mantener a sus familias. Un día son pillados "in fraganti" robando en un circo y son encarcelados. Sus familiares planearán secuestrar al nuncio de Su Santidad y pedir como rescate la liberación de sus familiares.

## Reparto
- Esperanza Roy como Manoli
- Quique Camoiras como Fabián
- Aurora Redondo como Doña Engracia
- José Orjas como Don Cosme
- Luis Varela como Rogelio
- María Kosty como Trini
- Encarna Paso como Dominga
- Ángel de Andrés como Martín
- David Allar como Pruder
- Ángel Álvarez	como Padre Antonio Luján
- Félix Dafauce como Nuncio
- Emilio Laguna como Abogado
- Manuel Guitián como Don Genaro
- Teresa Hurtado como Secretaria de Don Genaro
- Tota Alba como Azucena
- Lorenzo Robledo
- Ramón Reparaz
- Manuel Salgueró
- Toni de Mosul
- Frank Ortuño
- Rufino Inglés
- Goyo Lebrero
- Manuel Brieva
- Enrique Navarro
- Vicente Haro
- Víctor Israel como Don Jacinto
- Luis Rico
- Paco Camoiras
- Alfonso de la Vega
- Ángel Menéndez
- Manuel Garzo
- Alfonso Castizo
- Antonio Cintado
- José María Espí
- Rosario Macoti
- Antonio Ramis
- Juan Antonio Elisas
- Marcial Gómez
- Patricia Paso como Pepita (niña)